# Chiesa di Santa Maria del Carmine (Milano)
La chiesa di Santa Maria del Carmine è un luogo di culto cattolico della città di Milano, situato in Piazza del Carmine, nel quartiere di Brera. È sede della parrocchia territoriale di Santa Maria del Carmine dell'arcidiocesi di Milano, della parrocchia personale di lingua inglese di San Carlo (in inglese: San Carlo Parish) e della cappellania della comunità dei fedeli filippini milanesi.

## Storia
Nel 1268, i Padri Carmelitani si stabilirono nei pressi del Castello Sforzesco, ove, a partire dal XIV secolo, iniziarono a costruire il loro convento e l'annessa chiesa, che fu distrutta da un incendio nel 1330. La nuova chiesa, però, non ebbe maggior fortuna: cadde in un rovinoso abbandono quando, verso la fine del secolo, i frati si trasferirono in un altro convento. L'attuale chiesa, invece, fu costruita a partire dal 1339-1400; il nuovo progetto fu affidato a fra Bernardo da Venezia (che nell'impianto e nelle misure riprese esattamente il modello della chiesa di Santa Maria del Carmine di Pavia, progettata da Bernardo nel 1370) ed i lavori, terminati nel 1446, furono guidati da Pietro Antonio Solari. Appena terminata, la volta della chiesa crollò e solo tre anni dopo cominciò l'opera di risanamento. Il fatto che, a partire dalla metà del secolo, la chiesa fosse diventata da "conventuale" ad "aristocratica", è testimoniato dalle molte sepolture nobili nelle navate e nelle cappelle. Nel Seicento, il presbiterio fu restaurato radicalmente in stile barocco ed assunse l'attuale conformazione. L'attuale facciata, invece, è opera di Carlo Maciachini e fu realizzata nel 1880.

## Descrizione

### Esterno
La facciata della chiesa di Santa Maria del Carmine si affaccia sull'omonima piazza. Realizzata nel 1880 in un ricco stile neogotico, è opera di Carlo Maciachini, famoso per aver progettato il Cimitero Monumentale di Milano.
La facciata è a salienti, suddivisa da larghe lesene sormontate ognuna da un baldacchino gotico cuspidato. Al di sopra del portale centrale, decorato da una lunetta a mosaico con la Madonna in trono fra San Simone Stock e un angelo, vi è il grande rosone decorato da una raggiera riccamente scolpita. Un tema ricorrente nei bassorilievi della facciata è il monogramma mariano, presente soprattutto nella strombatura del portale centrale.
Su via del Carmine, che corre alla destra della chiesa, si trova la facciata del braccio destro del transetto, caratterizzata dalla presenza di due ampie monofore ogivali nella parte inferiore e di un rosone circolare in quella superiore, al centro. Più in alto, due bifore. Lungo la strada si apre anche una porta laterale d'ingresso alla chiesa, con lunetta al centro della quale vi è una Madonna col Bambino in terracotta.
Alla sinistra dell'abside, si trova la torre campanaria con un unico ordine di bifore con le quali la cella campanaria si apre sull'esterno.
Sulla piazza antistante la chiesa è collocato il Grande Toscano, bronzo dello scultore polacco Igor Mitoraj (1986).

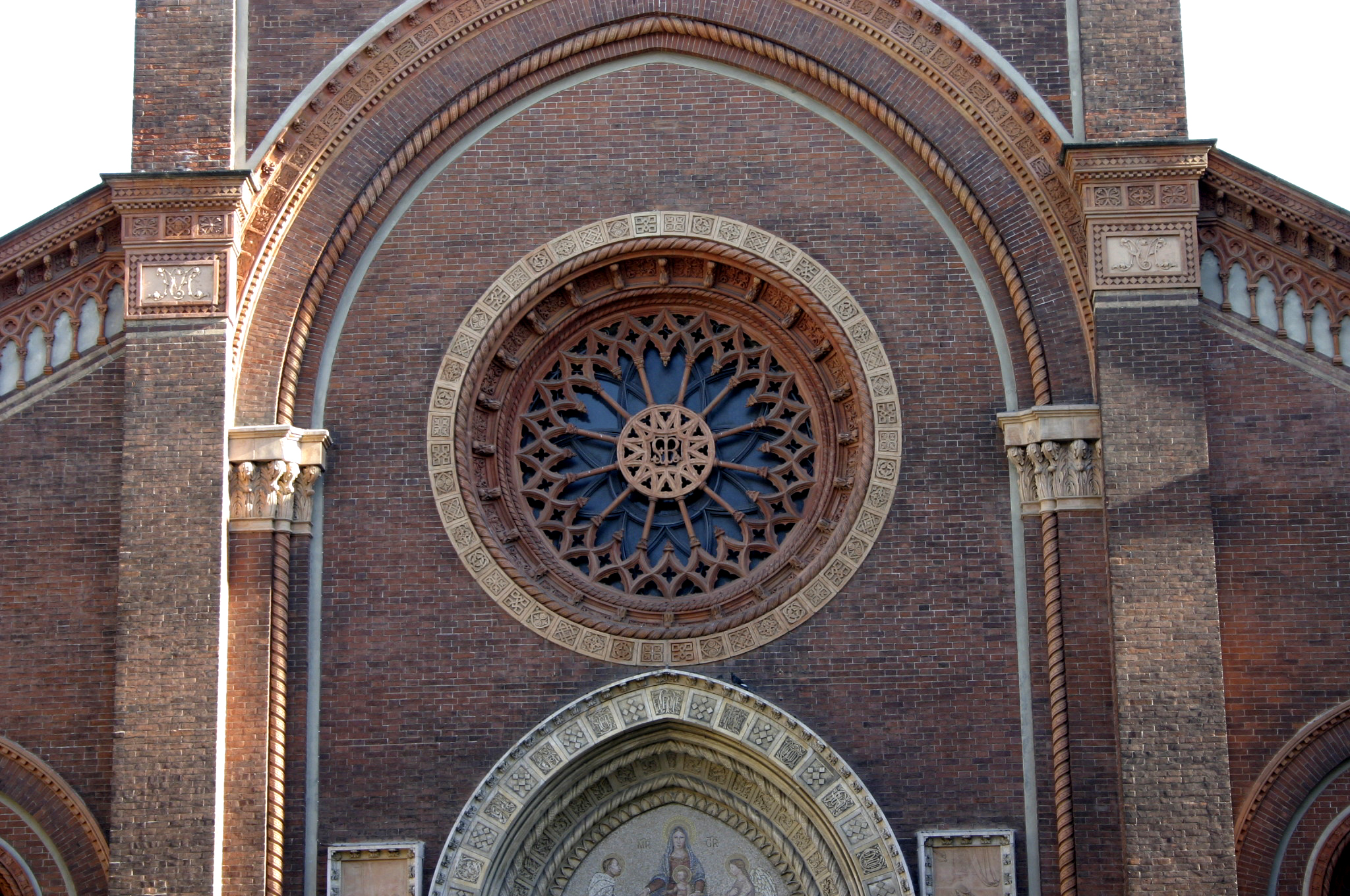
Il rosone ottocentesco
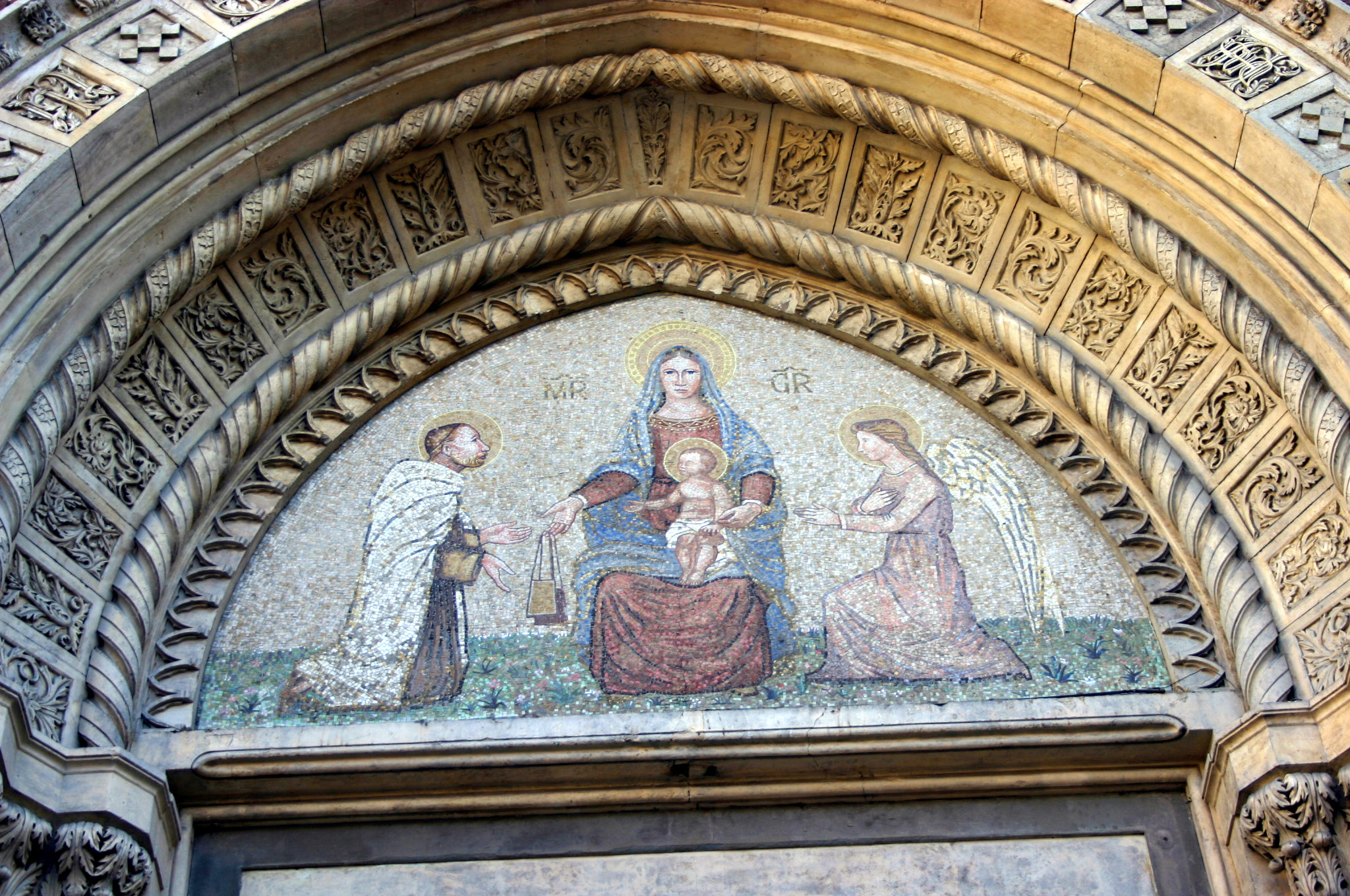
La lunetta del portale centrale
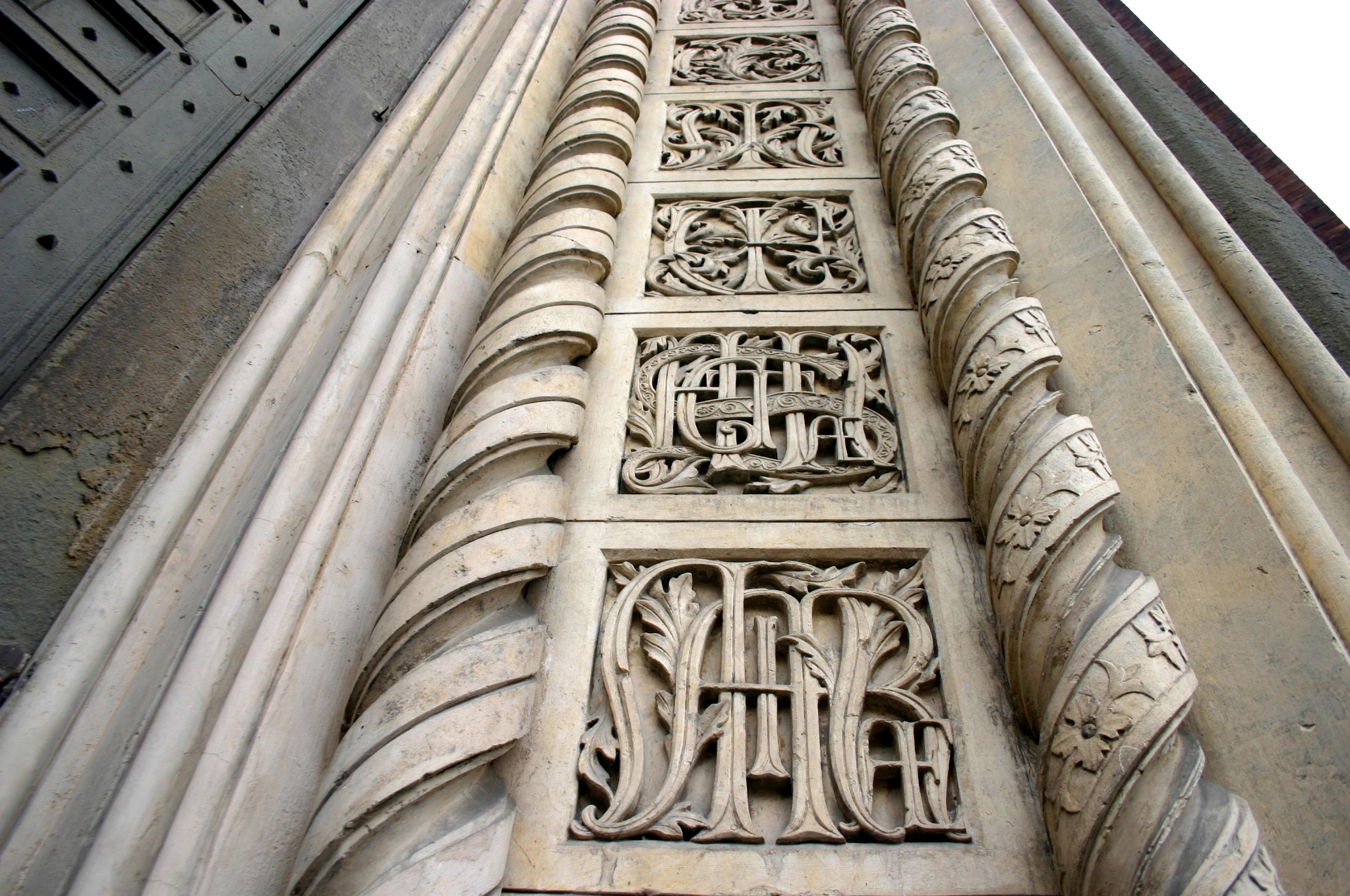
Il monogramma mariano sullo stipite del portale centrale
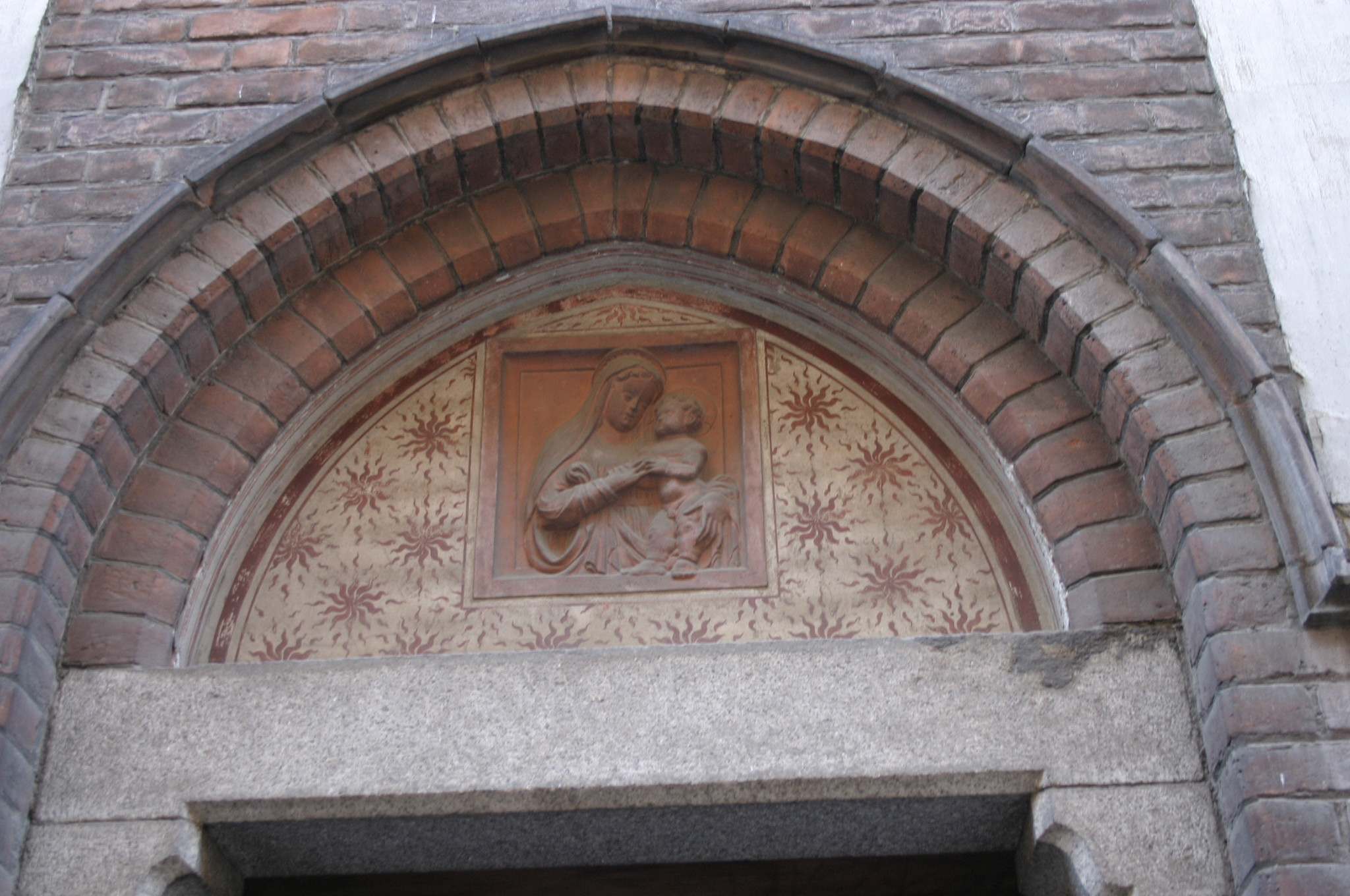
Lunetta del portale laterale

### Interno

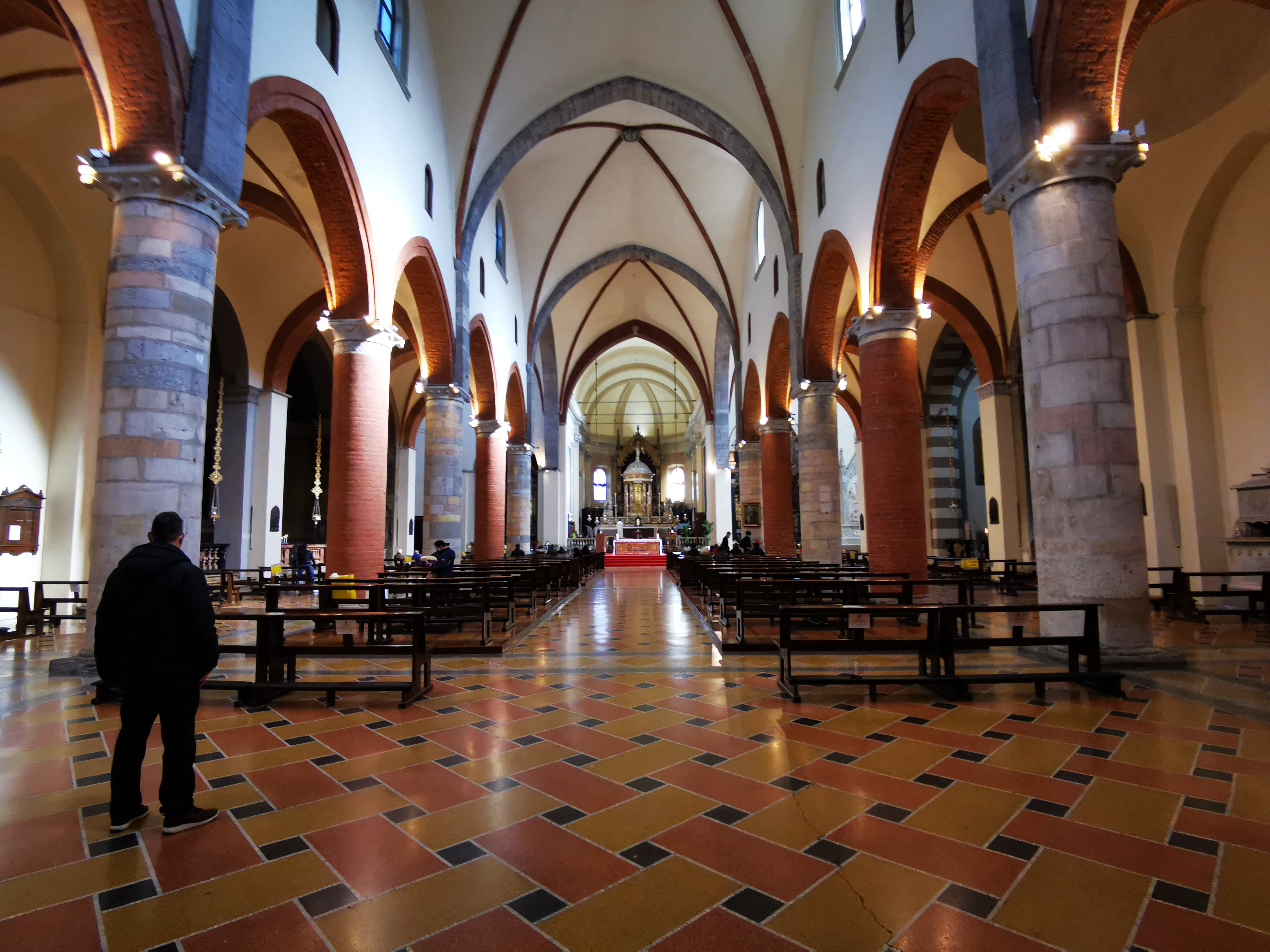
Interno

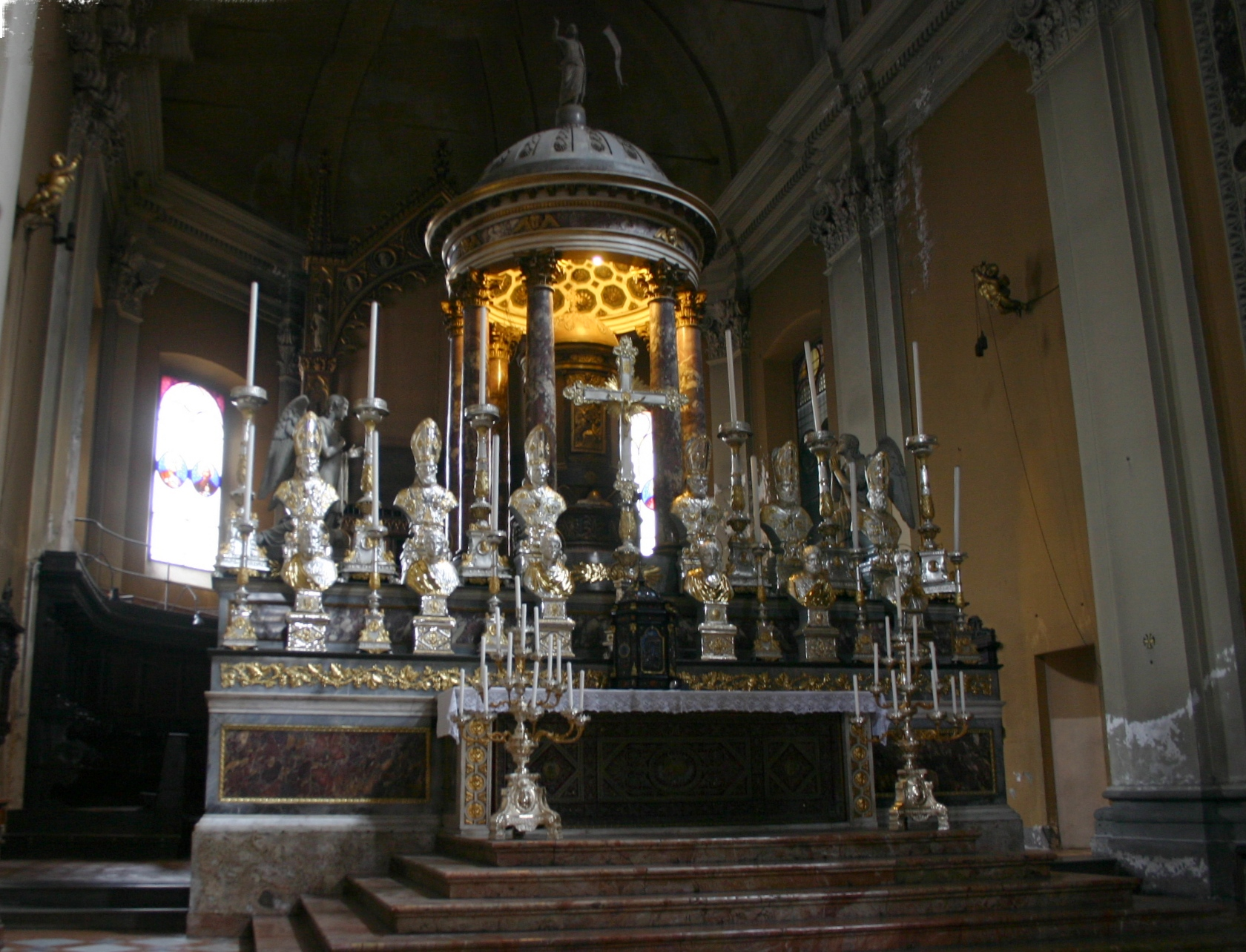
L'altare maggiore

L'interno della chiesa di Santa Maria del Carmine presenta una pianta a croce latina, con il piedicroce suddiviso in tre navate coperte con volta a crociera, di cui la centrale di sezione e altezza maggiori, da possenti pilastri circolari alternati in cotto e in pietra. Fra le tre navate e l'abside, si trova il transetto, avente un altare a ridosso della parete terminale di sinistra.
Lungo le due navate laterali e il transetto, vi sono varie cappelle di epoche e caratteristiche diverse. Fra queste:
- il Battistero (prima cappella di sinistra), con un particolare fonte battesimale del 1846, opera di Felice Pizzagalli, coperto da un ciborio esagonale neogotico sorretto da colonnine;
- altare della seconda cappella sinistra una pala di Gaetano Dardanone databile all'inizio del Settecento e rappresentante la Gloria delle Sante Lucia, Agata ed Apollonia.
- la Cappella degli Spagnoli (terza cappella di sinistra) con una pala dei Camillo Procaccini raffigurante San Carlo in preghiera (1585);
- la Cappella della Madonna del Carmine (in fondo alla navata di destra), in stile barocco, di Gerolamo Quadrio con dipinti del Procaccini; sull'altare una statua della Madonna col Bambino.

L'abside maggiore è costituita da due sezioni: la prima, quadrangolare, coperta da volta a crociera e la seconda poligonale, in cui si aprono quattro alte bifore; su tutta l'area interna del presbiterio si sviluppano stuccature di gusto barocco. Opera molto interessante è il grande altar maggiore neoclassico, opera di Giovanni Levati, che lo realizzò in marmi policromi nel 1808 in sostituzione di quello barocco ligneo. Al disopra della mensa, su cui poggia il vecchio tabernacolo ligneo, oltre le due file dei reliquiari argentei (in primo piano) e degli alti candelabri (in secondo piano), vi è il tempietto circolare sorretto da colonne corinzie, ispirato a quello dell'antico altar maggiore del Duomo.

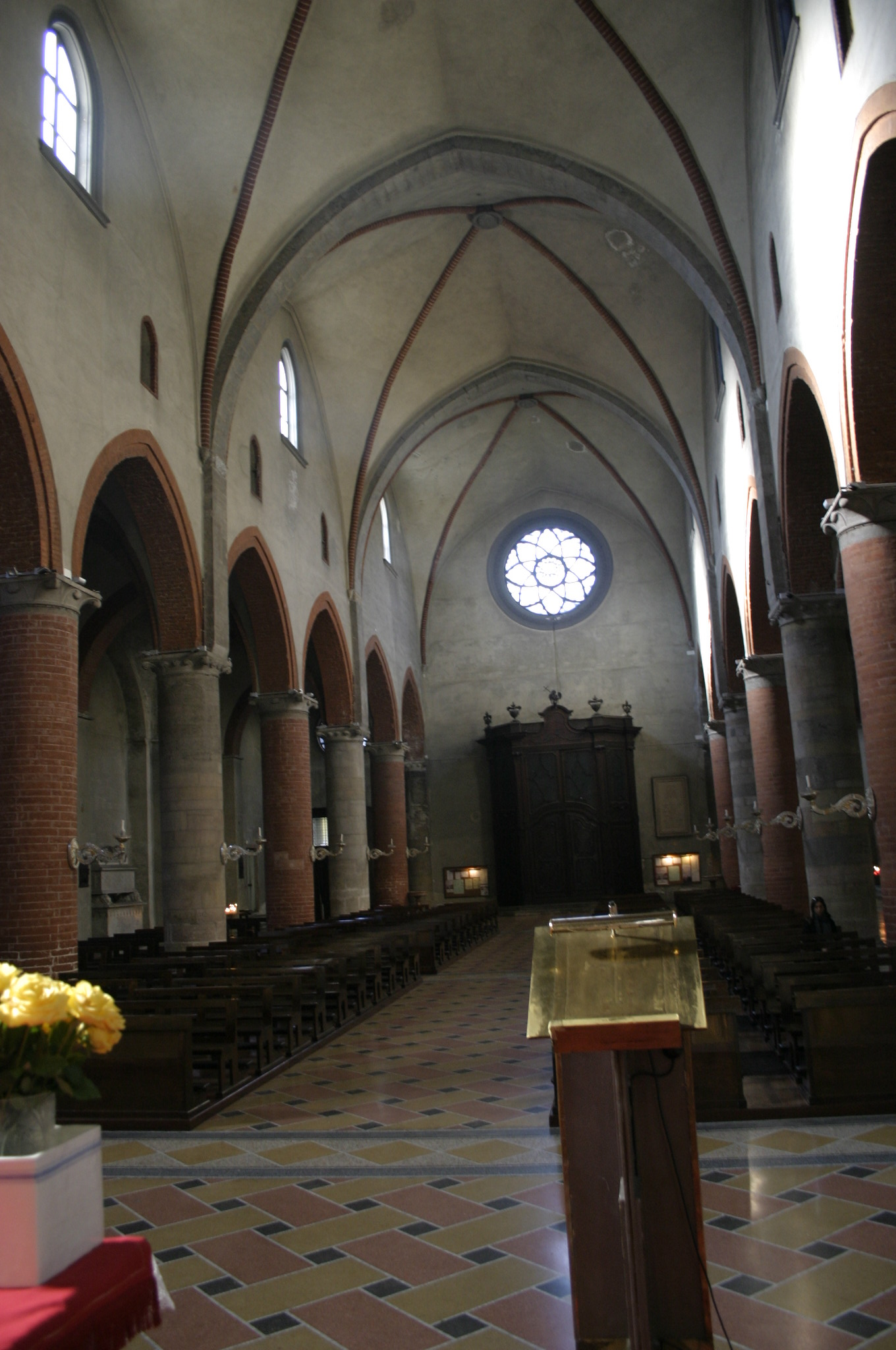
Interno verso la controfacciata
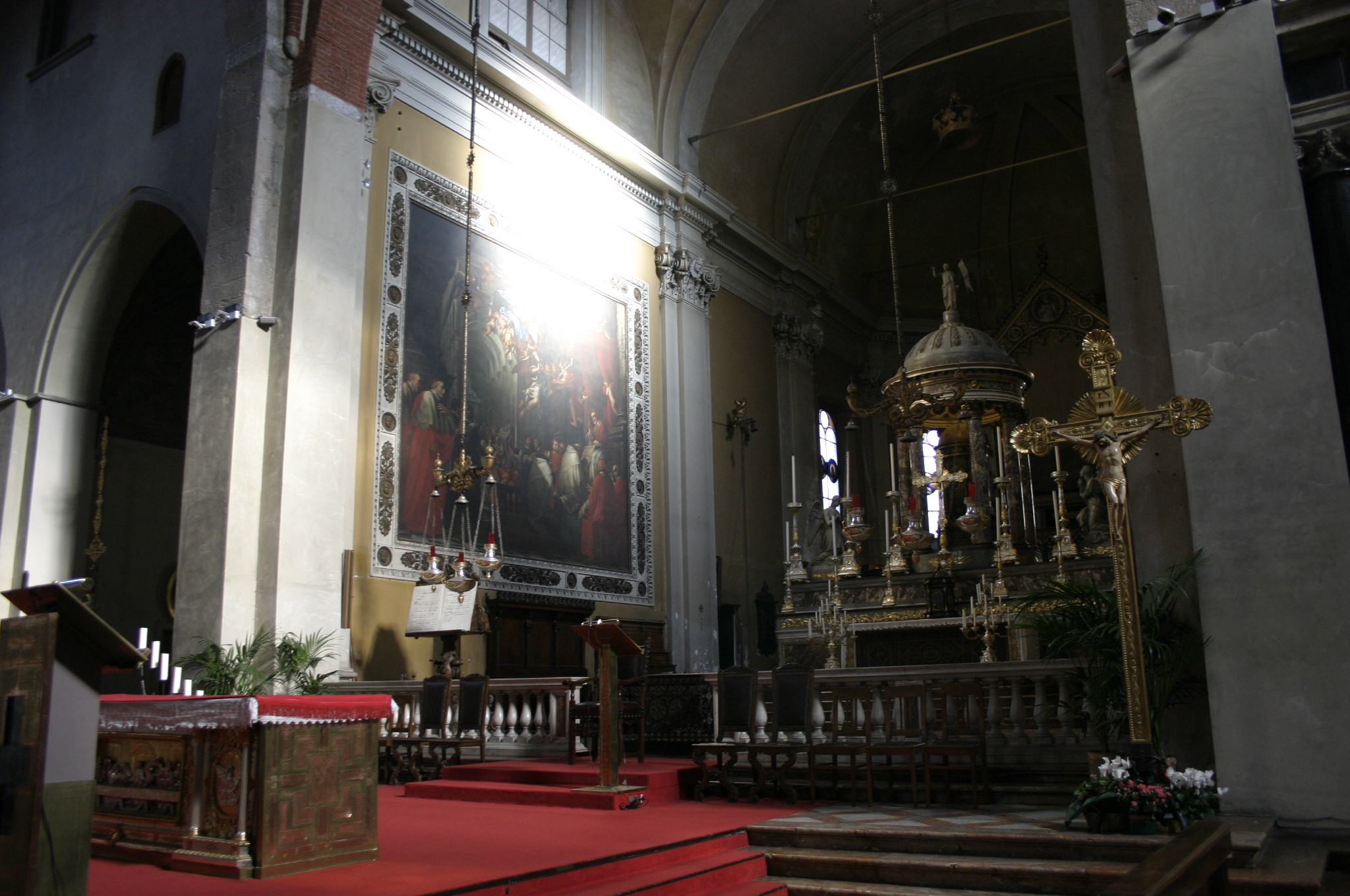
Il presbiterio
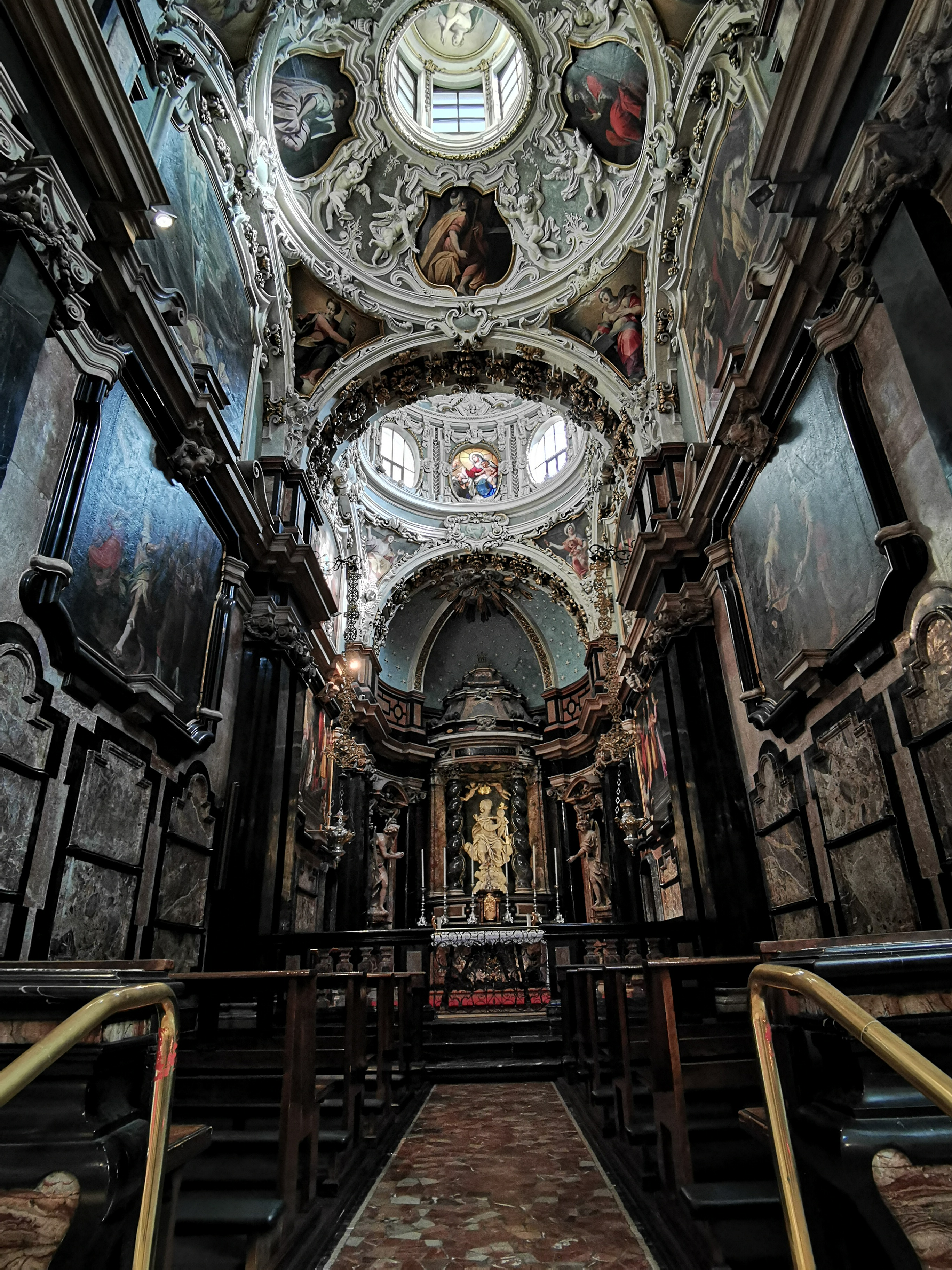
La cappella del Carmine
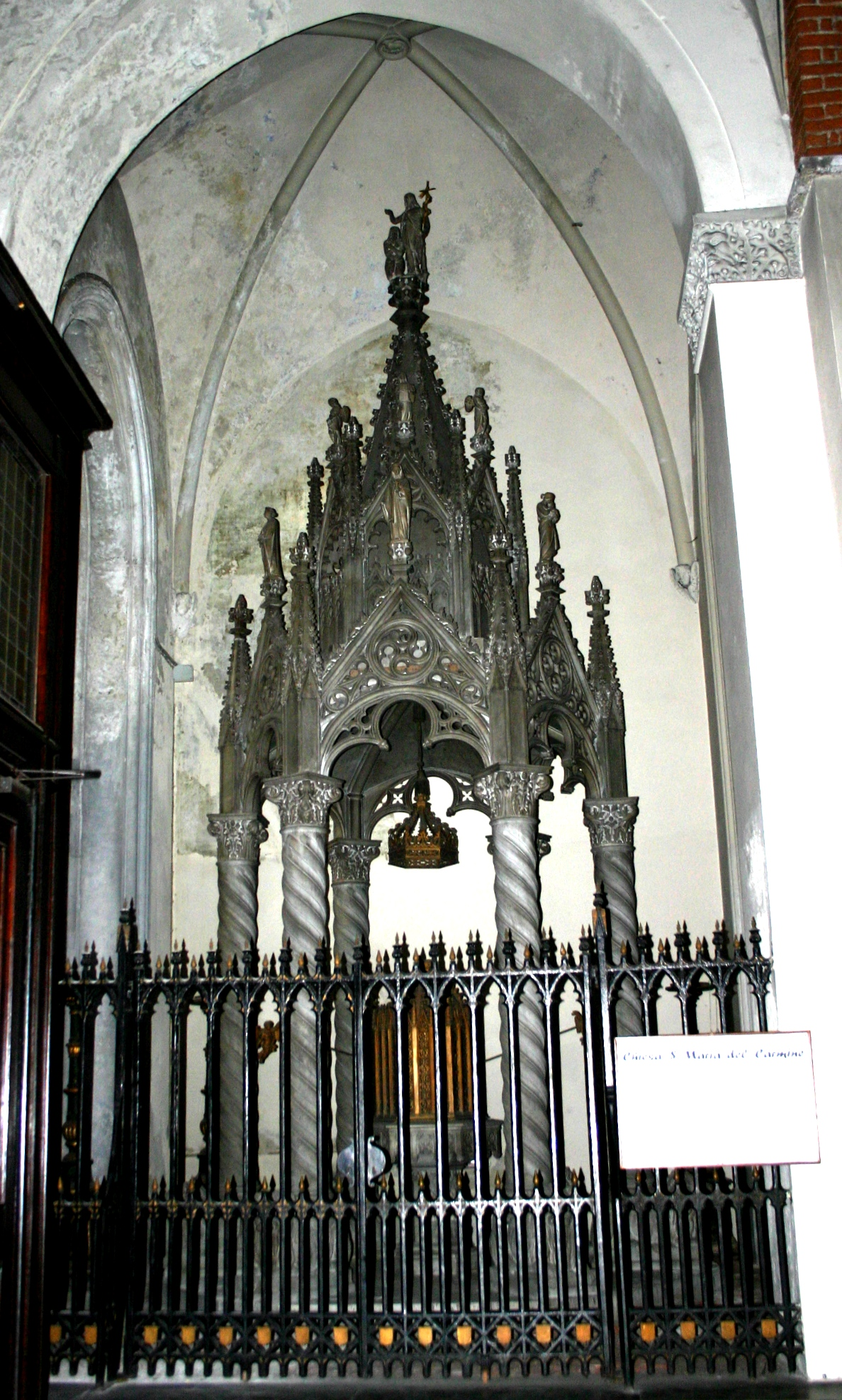
Il fonte battesimale neogotico